# Acosmium panamense
Acosmium panamense là một loài thực vật có hoa trong họ Đậu. Loài này được (Benth.) Yakovlev miêu tả khoa học đầu tiên.